# Барон Кенсінгтон

Герб лордів Річ – баронів Кенсінгтон.

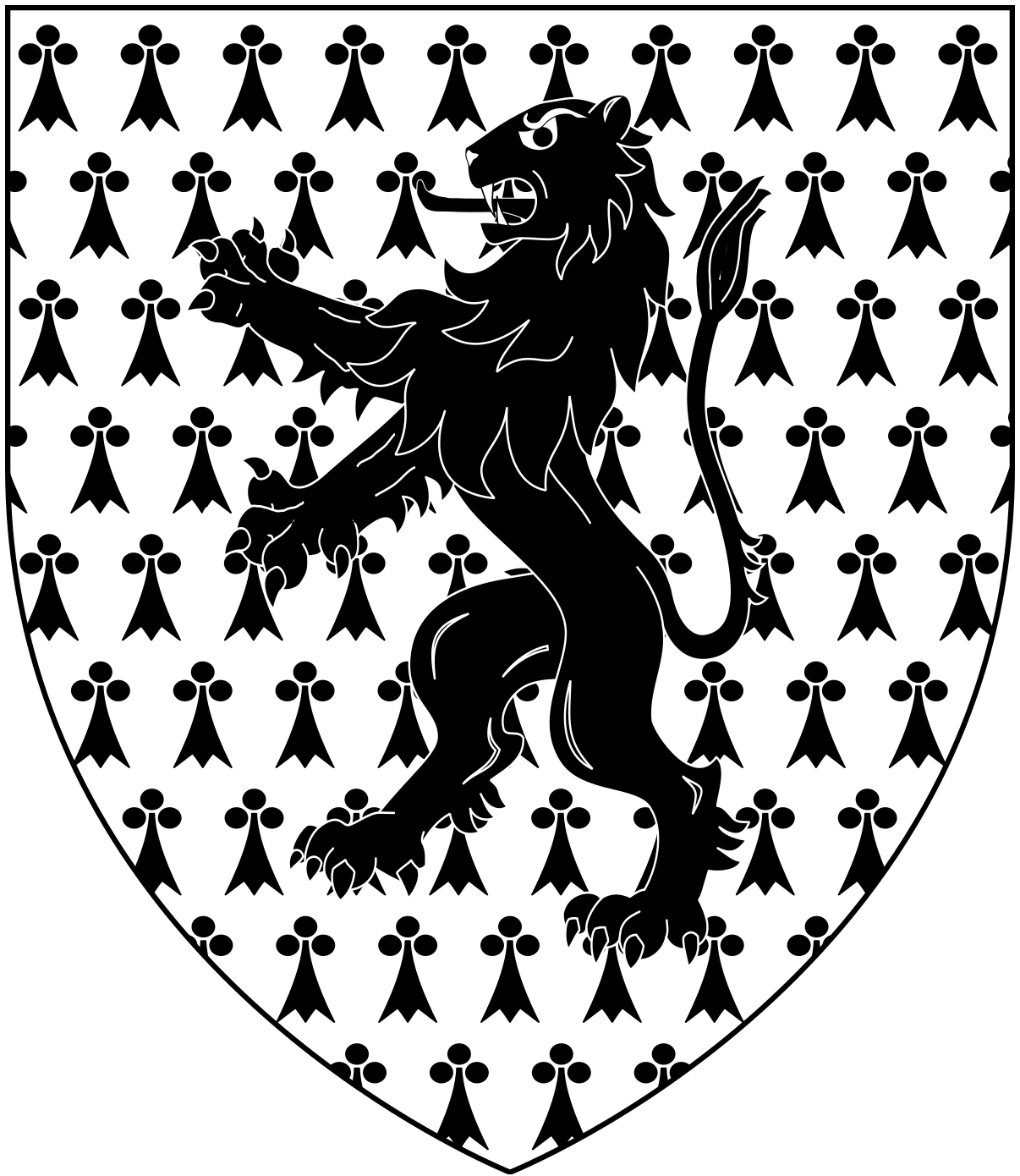
Герб Едвардсів – баронів Кенсінгтон.

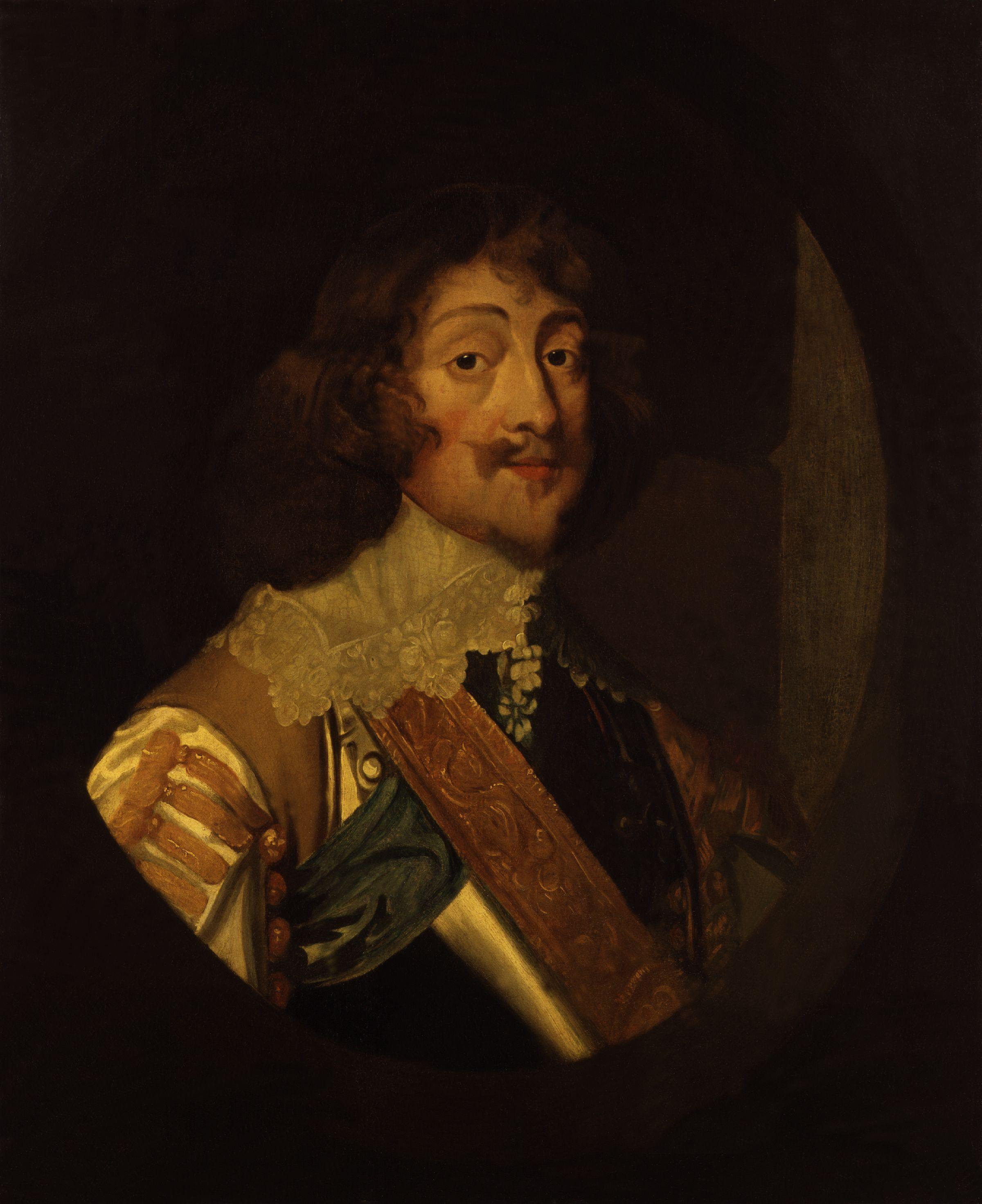
Генрі Річ – І граф Голланд.

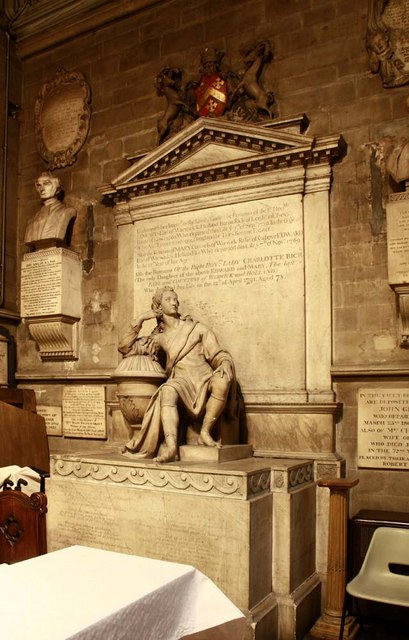
Пам’ятник Едварду Річу – V барону Кенсінгтон, VIII графу Ворвік.

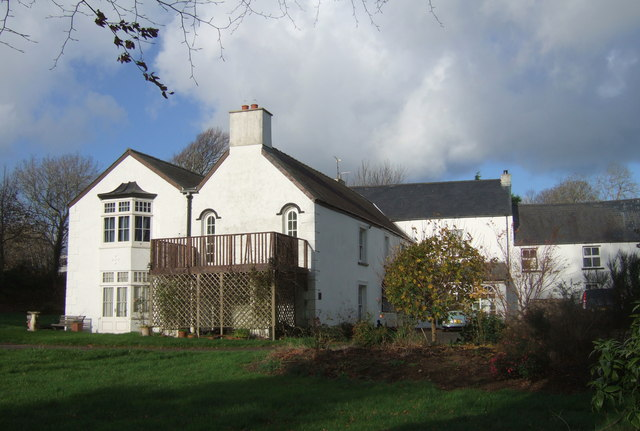
Джонстон-Холл, Пембрукшир.

Барон Кенсінгтон (англ. - Baron Kensington) – аристократичний титул в Ірландії, пер Ірландії. Цей титул був створений тричі – в перстві Англії, Ірландії, Великої Британії. 

## Історія баронів Кенсінгтон

### Барони Кенсінгстон – пери Англії (1623)
Вперше титул барона Кенсінгстон було створено в Англії в 1623 році для Герніха Річа. Він був молодшим сином Роберта Річа – І графа Ворвік. У 1624 році Генріх Річ отримав титул граф Голланд. Його син – ІІ граф Голланд успадкував титул графа Ворвік після смерті свого двоюрідного брата – V графа Ворвік у 1673 році. Всі ці титули зникли після смерті Едварда Річа – V барона Кенсінгстон, V графа Голланд, VIII графа Ворвік у 1759 році.

### Барони Кенсінгстон – пери Ірландії (1776)
Леді Елізабет Річ – єдина донька Роберта Річа – V графа Ворвік одружилася з Френсісом Едвардсом – депутатом парламенту від Гаверфордвесту в 1722 – 1725 роках. Френсіс Едвардс володів землями в Пембрукширі, Кармартенширі, Кардіганширі. Їх син Вільям Едвардс більше 50 років представляв Гаверфордвест у Палаті Громад парламенту. Пін продав сімейні маєтки родини Річ (у тому числі Голланд-Хаус в Кесінгтоні – продав Генрі Фоксу в 1768 році). Після смерті останнього графа Ворвік та Голланд в 1759 року баронство Кенсінтон приєдналося до земель Голланд. Баронство Кенсінгтон було відроджене в 1776 році, коли знову був створений титул барона Кенсінгтон – на цей раз в перстві Ірландії. Титул барона Кенсінгтон успадкував син І барона Вільям, що став ІІ бароном Кенсінгтон. Він також був депутатом парламенту і представляв Гаверфордвест. Титул успадкував його син Вільям, що став ІІІ бароном Кенсінгтон, отримав посаду лорд-лейтенанта Пембрукшира. Титул успадкував його син, що став IV бароном Кенсінгтон. 

### Барони Кенсінгтон – пери Великої Британії (1886)
Вільям Едвардс - IV барон Кенсінгтон був депутатом парламенту в 1868 – 1885 роках, представляв Гаверфордвест, належав до лібералів. Входив до уряду Вільяма Еварта Гладсона в 1880 – 1885 роках. У 1886 році він був нагороджений титулом барона Кенсінгтон з Кенсінгтона (графство Міддлсекс) в перстві Об’єднаного Королівства Великої Британії та Ірландії, що давало власнику титулу автоматично місце в парламенті в Палаті Лордів. Його старший син – V барон Кенсінгтон перства Ірландії став ІІ бароном Кенсінгтон перства Великої Британії. Він служив в британській армії, брав участь в Другій бурській війні, помер від ран, які отримав під час бойових дій в червні 1900 року. Його титул успадкував його молодший брат, що став VI (III) бароном Кенсінгтон. Він дослужився до полковника Територіальної армії, воював в південній Африці, брав участь у Першій світовій війні. 
На сьогодні титули належать його онуку - VIII (V) барону Кенсінгтон. Він успадкував титул від свого дядька в 1981 році.  

## Барони Кенсінгтон, перше створення титулу (1623)
- Генрі Річ (1590 – 1649) – І барон Кенсінгтон, І граф Голланд
- Роберт Річ (бл. 1620 – 1675) – ІІ барон Кенсінгтон, ІІ граф Голланд, V граф Ворвік
- Едвард Річ (1673 – 1701) – III барон Кенсінгтон, III граф Голланд, VI граф Ворвік
- Едвард Генрі Річ (1697 – 1721) – IV барон Кенсінгтон, IV граф Голланд, VII граф Ворвік
- Едвард Річ (1695 – 1759) – V барон Кенсінгтон, V граф Голланд, VIII граф Ворвік

## Барони Кенсінгтон, друге (1776) та третє (1886) створення титулу
- Вільям Едвардс (бл. 1711 – 1801) – І барон Кенсінгтон
- Вільям Едвардс (1777 – 1852) – ІІ барон Кенсінгтон
- Вільям Едвардс (1801 – 1872) – ІІІ барон Кенсінгтон
- Вільям Едвардс (1835 – 1896) – IV барон Кенсінгтон, I барон Кенсінгтон з Кенсінгтона
- Вільям Едвардс (1868 – 1900) – V барон Кенсінгтон, II барон Кенсінгтон з Кенсінгтона
- Х’ю Едвардс (1873 – 1938) – VI барон Кенсінгтон, III барон Кенсінгтон з Кенсінгтона
- Вільям Едвардс (1904 – 1981) – VII барон Кенсінгтон, IV барон Кенсінгтон з Кенсінгтона
- Х’ю Айвор Едвардс (нар. 1933) – VIII барон Кенсінгтон, V барон Кенсінгтон з Кенсінгтона

Спадкоємцем титулу є син нинішнього власника титулу – Вільям Оуен Олександр Едвардс (нар. 1964). Наступним спадкоємцем є його син Вільям Френсіс Іво Едвардс (нар. 1993).